# Super Mario 64 DS
Super Mario 64 DS (スーパーマリオ64DS?, Sūpā Mario Rokujūyon Dī Esu) è un videogioco platform-adventure del 2004 della serie Super Mario, sviluppato da Nintendo EAD e pubblicato da Nintendo in esclusiva per Nintendo DS. Si tratta del remake di Super Mario 64, uscito nel 1996 per Nintendo 64.
Sviluppato sotto la supervisione di Shigeru Miyamoto, questo remake differisce sotto alcuni aspetti dal videogioco originale: sono state infatti aggiunte nuove aree, stelle, personaggi giocabili (Luigi, Wario e Yoshi) e un ampio numero di minigiochi sbloccabili nel corso dell'avventura, che sfruttano pienamente le peculiarità dello schermo tattile del Nintendo DS.

## Trama
Mario viene invitato dalla Principessa Peach al suo castello per festeggiare il compleanno con una torta gigante; l'idraulico baffuto porta con sé anche il fratello Luigi e l'amico Wario. I tre entrano nel castello, ma non vi fanno più ritorno. Il dinosauro Yoshi, che dormiva sul tetto del castello, viene informato da Lakitu riguardo all'accaduto e si precipita a salvare gli amici. Dopo aver aperto la porta di accesso del castello, Yoshi vi entra dentro, dove apprende da Toad che Bowser ha rinchiuso Peach e gli altri all'interno dei muri e ha anche rubato le stelle per poi nasconderle nei dipinti e nei muri del castello.
Dopo aver recuperato 8 stelle, Yoshi va a salvare Mario, quindi, con 12 stelle, l'idraulico sconfigge per la prima volta Bowser, che gli dà la chiave dei sotterranei del castello. A 15 stelle Mario può entrare nel mondo Rifugio di Re Boo, dove si trova la chiave per aprire la porta di Luigi. Una volta liberato anche lui, i tre ottengono altre stelle, fino ad arrivare a quota 30, per poter sconfiggere Bowser una seconda volta e poter andare al primo piano del castello. Qui Luigi va a salvare Wario, sbloccando così tutti i personaggi giocabili. A 60 stelle si sblocca il secondo piano del castello e a 80 Mario può sconfiggere Bowser definitivamente. A questo punto l'idraulico ottiene una Megastella, con cui ritorna nel giardino del castello e libera Peach. La principessa dà un bacio a Mario e quindi ai quattro amici la torta promessa.
Prendendo tutte le 150 stelle il cannone del giardino si sblocca e si può accedere al tetto del castello.

## Modalità di gioco
Grazie alle caratteristiche del Nintendo DS, in questa nuova versione vi è la possibilità di muoversi grazie al touch screen, mentre, grazie al doppioschermo, il giocatore può consultare una comoda mappa sul display inferiore, assieme a tutte le statistiche. Ci sono tre metodi di comando:
- Modalità standard: è il sistema tradizionale, ovvero si impartiscono comandi di movimento al personaggio tramite la pulsantiera a croce, abbinati ai tasti per le azioni (A, B, X, Y) come salto, scatto e attacco.
- Modalità tattile o touch: sistema rivoluzionario che utilizza il touch-screen per impartire al personaggio comandi di movimento. Infatti, si crea una sorta di "levetta analogica virtuale" disegnata sullo schermo inferiore, conferendo una notevole giocabilità (in particolare, il personaggio correrà più o meno velocemente a seconda di quanto inclineremo questa levetta).
- Modalità dual-hand o simmetrica: innovativo sistema per venire incontro agli utenti mancini: questa modalità prevede l'utilizzo del touch-screen come levetta analogica (vedere la descrizione della modalità precedentemente descritta) per il movimento e la pulsantiera croce posta nella parte sinistra della console, come tasti per le azioni.

Come illustrato nel manuale d'istruzioni, Mario ha disposizione una quantità enorme di movimenti da utilizzare. Può saltare sui muri, strisciare, nuotare, arrampicarsi, saltare e colpire un avversario in molti modi diversi usando combinazioni diverse di pulsanti. In aggiunta al normale salto ci sono più tipi speciali di salto che possono essere eseguiti combinando un salto normale con altre azioni, inclusi l'extra high double e triple jumps, il salto in lungo e il salto triplo.
Ci sono anche delle mosse speciali come il salto a parete (utilizzabile solo con Mario o con qualsiasi altro personaggio travestito dall'idraulico rosso, cioè il saltare da un muro a un altro in rapida successione) che permette di raggiungere aree altrimenti proibite per l'elevata altezza. Inoltre Mario può colpire i nemici con un pugni e calci, prendere e trasportare alcuni oggetti, nuotare sott'acqua. La vita di Mario diminuisce lentamente mentre è sott'acqua e Mario deve trovare monete o bolle d'aria per ricaricarla o ritornare in superficie per non annegare. Quando Mario torna in superficie la sua salute si ristabilisce completamente.

### Personaggi
Il giocatore inizia la partita con Yoshi, tuttavia può sbloccare Mario, Luigi e Wario con il procedere dell'avventura.
A differenza degli altri personaggi, Yoshi non colpisce i nemici con calci o pugni ma li ingoia trasformandoli in uova da lanciare contro blocchi o altri nemici; può anche restare in aria per qualche secondo.

### Partita multigiocatore
Ogni partita è giocabile da un massimo di quattro giocatori, con la possibilità di usufruire della modalità "Download DS". Lo scopo di questa modalità è di collezionare più stelle e monete degli altri partecipanti in un tempo limitato. È possibile rubare le stelle conquistate dagli altri giocatori, colpendoli. In questa modalità si può scegliere tra:
- Giardino del castello;
- Isole soleggiate, qui il tema musicale è lo stesso della Piazza Delfino di Super Mario Sunshine;
- Fortezza Blindata;
- Scivolo segreto.

Ognuno parte con Yoshi (con diverso colore: il primo giocatore verde, il secondo rosso, il terzo blu e il quarto giallo), ma in giro ci sono i cappelli di Mario, Luigi e Wario. Nella spiaggetta e nell'arena c'è un blocco con dentro le ali. In questo caso Yoshi, Luigi e Wario possono prenderle e volare, ma non durante la storia principale.

## Sviluppo
Super Mario 64 DS è stato sviluppato da Nintendo Entertainment Analysis and Development e pubblicato da Nintendo per Nintendo DS. È un remake del gioco di lancio per Nintendo 64 Super Mario 64, con il motore 3D del gioco che rispecchia molti effetti visivi utilizzati nel gioco originale. Le modifiche grafiche includono la mancanza di filtri delle texture e versioni nuove dei modelli dei personaggi con i design aggiornati. Tutta la musica di Kōji Kondō del gioco originale è stata riutilizzata, sebbene alcune inedite siano state composte di Kenta Nagata, e anche i doppiatori di Super Mario 64 hanno nuovamente prestato le voci ai personaggi, con la sola aggiunta di Kazumi Totaka per il ruolo di Yoshi.

## Accoglienza
Super Mario 64 DS ha ottenuto un notevole successo commerciale. Dopo la sua uscita in Giappone, il gioco ha venduto 241 000 copie entro il 19 dicembre 2004 ed è stato il quinto gioco più venduto nella classifica delle vendite di quella settimana. Super Mario 64 DS ha poi raggiunto le 639 000 unità entro il 20 febbraio 2005. Il gioco è apparso frequentemente nelle classifiche di vendita di Amazon.com. Nella prima settimana di giugno 2006, è stato elencato come il sesto gioco per Nintendo DS più venduto, arrivando al terzo posto nell'ultima settimana del mese. Il gioco è apparso di nuovo verso la fine di luglio 2006 come l'ottavo gioco più venduto. All'inizio del 2008, le classifiche di Amazon.com elencavano il gioco come il settimo gioco per Nintendo DS più venduto negli Stati Uniti, dove ha venduto 1,4 milioni di copie e ha guadagnato 42 milioni di dollari entro agosto 2006. Nel periodo compreso tra gennaio 2000 e agosto 2006, è stato il settimo gioco più venduto per Nintendo DS. A novembre 2006, il gioco aveva venduto oltre un milione di unità in Europa e alla fine del 2007, oltre due milioni di copie negli Stati Uniti. Entro il 31 maggio 2011, il gioco aveva venduto 4,34 milioni di copie negli Stati Uniti e nell'ottobre 2012 Nintendo ha riferito che il gioco aveva superato le vendite di 5 milioni di unità. Al 31 marzo 2018, Super Mario 64 DS ha venduto 11,06 milioni di copie in tutto il mondo.

### Critica
| Testata                 | Giudizio |
| ----------------------- | -------- |
| GameRankings (media al) | 86%      |
| Metacritic (media al)   | 85/100   |
| 1UP.com                 | B        |
| Edge                    | 8/10     |
| Eurogamer               | 9/10     |
| Game Informer           | 8,5/10   |
| GameSpot                | 8,4/10   |
| GameSpy                 | 5/5      |
| IGN                     | 8,9/10   |

I recensori hanno elogiato l'accurata riproduzione del gioco per Nintendo 64, le funzionalità aggiuntive e gli aggiornamenti. Phil Theobald di GameSpy ha elogiato Super Mario 64 DS, definendolo "fantastico" e complimentandosi con le nuove funzionalità: minigiochi, uso di un secondo schermo e stelle extra. Ha anche commentato che il gameplay del gioco originale risultava efficace dieci anni dopo la sua uscita originale. Harris ha affermato che l'atmosfera di Super Mario 64 era stata mantenuta, mentre le nuove sfide e funzionalità si basavano su di essa in un modo che aumentava la longevità del gioco. Si è inoltre complimentato con la grafica e l'audio e ha considerato il gioco una buona dimostrazione delle capacità del Nintendo DS. Jeff Gerstmann di GameSpot ha apprezzato la grafica, in particolare il numero di poligoni più elevato e il frame rate fluido. Ha definito Super Mario 64 DS un "grande aggiornamento di un gioco classico" e ha ritenuto che i cambiamenti e le funzionalità aggiuntive offrissero una nuova esperienza ai fan dell'originale. Al contrario, Jeremy Parish di 1UP.com ha ritenuto che il gioco non offrisse abbastanza nuovi contenuti per giustificare un acquisto. Ha elogiato l'inclusione di personaggi extra, definendoli un "bel colpo di scena", ma ha concluso la sua recensione definendo il gioco un "porting mal concepito" che dovrebbe essere giocato sul sistema originale.